# Saint-Pierre, Saint Pierre și Miquelon
Saint-Pierre este capitala colectivității de peste mări franceze Saint Pierre și Miquelon.
46°46′40″N 56°10′40″V / 46.77778°N 56.17778°V
1. ↑  répertoire géographique des communes, accesat în 26 octombrie 2015
2. ↑  dataset of postal codes in France, 1 octombrie 2018